# Висше строително училище
Вижте пояснителната страница за други значения на Каравелов(а).
Висшето строително училище „Любен Каравелов“ в София е гражданско висше училище, което е наследник на Висшето военно инженерно строително училище „Любен Каравелов“, създадено за нуждите на бившите Строителни войски (наричани по-рано Трудови войски и Трудова повинност). Училището с годините се развива, преминавайки от школа през средно и полувисше до висше училище.

## История
Висшето строително училище „Любен Каравелов“ е формирано на 4 ноември 1938 г. съгласно Указ № 22 на цар Борис III от 18 октомври с. г. в София, под името Школа за подготовка на трудови офицери към Трудови войски. Курсът на обучение е 1 година. В началото е базирано в кв. Лагера, а през 1942 г. е преместено в собствена сграда в кв. Горна баня.
През 1946 г. при преустройството на Трудови войски в трудова повинност, школата е преименувана в Школа за трудови началници, която през септември 1951 г. е реорганизирана в Народно училище за трудови офицери (НУТО) и приема за патрон името на генерал Благой Иванов. На 1 януари 1958 г. училището е закрито. През 1963 г. с Постановление № 406 на Министерския съвет към НШЗО „Хр. Ботев“ – Плевен е разкрита рота за подготовка на офицерски кадри за Строителни войски, а към края на 1966 г. училището отново става самостоятелен учебно заведение, като се разполага в специално построена за целта сграда на ул. „Суходолска“ в Горна баня. С указ № 795 от 21 август 1969 г. училището става полувисше и е преименувано на Полувисше народно военно училище за трудови офицери от строителни войски „Генерал Благой Иванов“, като курса на обучение е 3 години. С Указ на Държавния съвет № 1815 от 16 август 1973 г. то прераства във Висше народно военно строително училище „Генерал Благой Иванов“ (ВНВСУ), продължителността на обучение вече е 4 години за редовно и 5 години за задочно обучение, а от учебната 1977/1978 г. се увеличава с една година, съответно на 5 години за редовно и 6 години за задочно обучение. Курсантите, завършили ВНВСУ „Ген. Благой Иванов”, получават висше образование с гражданска квалификация „строителен инженер”, военна квалификация и звание „лейтенант”. Обучението е провеждано по специалността „Промишлено и гражданско строителство“ с профили „Строителни конструкции“ и „Технология на строителството“.
С Указ № 2569 от 20 август 1984 г. на Държавния съвет на НР България към ВНВСУ „Генерал Благой Иванов“ е открито и средно сержантско военно строително училище. През 1991 г. с Указ № 248 от 15 август 1991 г. на президента Желю Желев училището е преименувано във Висше военно инженерно строително училище „Любен Каравелов“. От 31 август 2000 г. със Закон за преобразуване на Строителни войски, войските на Министерството на транспорта и войските на Комитета по пощи и далекосъобщенията в държавни предприятия (ДВ, бр. 57/14 юли 2000) то е девоенизирано и преобразувано във Висше строително училище „Любен Каравелов“ със статут на държавно висше специализирано училище, съгласно чл. 13 и чл. 17, ал. 4 от Закона за висшето образование.
В училището са подготвяни ръководни кадри не само за Строителните войски, но и за Министерството на отбраната, Министерството на вътрешните работи, Министерството на транспорта и за други ведомства, както и за целия отрасъл строителство. В него са получили образование и граждани на редица страни от Африка, Азия и Латинска Америка – Танзания, Мозамбик, Куба, Лаос, Йемен, Виетнам, Монголия, Сирия и други.
През 1991 г. с Указ № 248/15.08.1991 г. на Президента на Р България училището е преименувано във Висше военно инженерно строително училище „Любен Каравелов” (ВВИСУ „Любен Каравелов”).
В съответствие с изискванията на Закона за висше образование се преминава към тристепенно обучение – бакалавър, магистър, доктор. Първият випуск по бакалавърски учебен план с четиригодишен срок на обучение е приет от учебната 1998/1999 година. От същата година в училището започва прием и на цивилни студенти по специалността “Строителство на сгради и съоръжения”.
От 31 август 2000 г. със Закон за преобразуване на Строителни войски, ВМТ и ВКПД в държавни предприятия (ДВ, бр. 57/14.07.2000 г.) ВВИСУ „Л. Каравелов” се девоенизира и преименува във Висше строително училище „Любен Каравелов” (ВСУ „Л. Каравелов”) със статут на държавно висше специализирано училище. Курсантите продължават обучението си като студенти по учебните планове, по които са били приети, като придобиват висше образование и образователно-квалификационни степени по гражданска и военна специалност.

## Наименования
- Школа за подготовка на трудови офицери (4 ноември 1938 – 1946 г.)
- Школа за подготовка на трудови началници (1946 – септември 1951 г.)
- Народно военно училище за трудови офицери (септември 1951 – 1952 г.)
- Народно военно училище за трудови офицери „Генерал Благой Иванов“ (1952 – 1 януари 1958 г.)
- Рота за подготовка на офицерски кадри за Строителни войски към НШЗО (1963 – 1966 г.)
- Народно военно училище за трудови офицери „Генерал Благой Иванов“ (1966 – 21 август 1969 г.)
- Полувисше народно военно училище за трудови офицери от строителни войски „Генерал Благой Иванов“ (21 август 1969 – 16 август 1973 г.)
- Висше народно военно строително училище „Генерал Благой Иванов“ (16 август 1973 – 15 август 1991 г.)
- Висше военно инженерно строително училище „Любен Каравелов“ (15 август 1991 – 31 август 2000 г.)
- Висше строително училище „Любен Каравелов“ (от 31 август 2000 г.)

## Ръководители

### Началници на школата за подготовка на трудови офицери (1938 – 1951)[6]
- Майор Христо Рогозаров (24 ноември 1938 – 5 декември 1938 г.)
- Подполковник Никола Братоев (6 декември 1938 – 15 януари 1940 г.)
- Майор Христо Рогозаров (16 януари 1940 – 9 януари 1941 г.)
- Подполковник Марко Марчев (10 януари 1941 – 15 септември 1941 г.)
- Подполковник Георги Баев (16 септември 1941 – 15 октомври 1943 г.)
- Майор Коста Янков (16 октомври 1943 – 14 април 1944 г.)
- Капитан Иван Папазов (15 април 1944 – 3 юни 1946 г.)
- Полковник Петър Станчев (4 юни 1946 – 1 юни 1949 г.)
- Майор Георги Данев (2 юни 1949 – 1 септември 1951 г.)

### Началници (1966 – 2000)[6]
- Полковник к.в.н. Иван Консулов (5 октомври 1966 – 30 септември 1975 г.)
- Генерал-майор проф. д.т.н. инж. Никола Паунов (1 октомври 1975 – 30 ноември 1989 г.)
- Полковник Георги Грънчаров (1 декември 1989 – 3 май 1993 г.)
- Полковник. инж. Атанас Кичуков (4 май 1993 – 20 септември 2000 г.)

### Ректори на висшето строително училище „Любен Каравелов“ (2000 – сега)[6]
- Доц. д-р инж. Георги Иванов (21 септември 2000 – 28 януари 2001 г.)
- Доц. д-р инж. Антон Лазов (29 януари 2001 – 23 февруари 2003 г.)
- Доц. д-р инж. Георги Годинячки (24 февруари 2003 – 20 януари 2013 г.)
- Доц. д-р инж. Радан Иванов (21 януари 2013 – 2017 г.)
- Проф. д.а.н. арх. Борислав Борисов (2017 – 24 февруари 2021 г.)
- Доц. д-р инж. Анита Хандрулева (25 февруари 2021 г. –май 2025 г. )